# Dominique Dunne

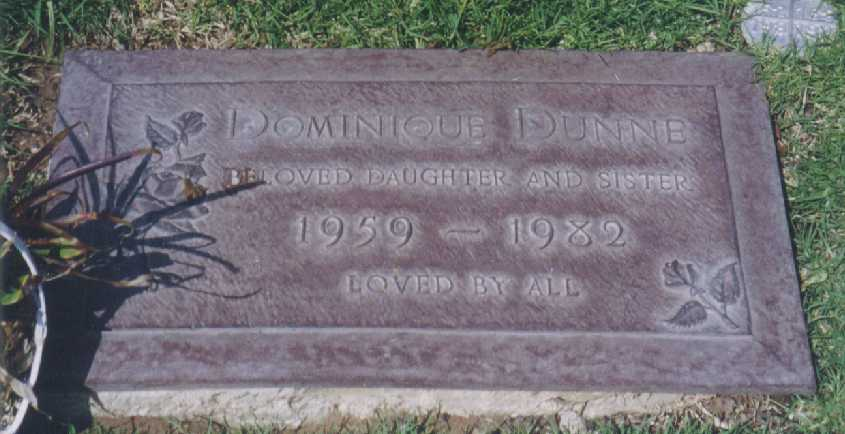
Nagrobek Dominique Dunne

Dominique Ellen Dunne (ur. 23 listopada 1959 w Santa Monica, zm. 4 listopada 1982 w Los Angeles) – amerykańska aktorka, której karierę przerwała tragiczna śmierć z rąk byłego partnera. Występowała głównie w filmach i serialach telewizyjnych. Sławę przyniosła jej rola Dany Freeling w filmie Duch. Została zamordowana przez Johna Thoma Sweeneya.

## Życiorys
Dominique Dunne urodziła się 23 listopada 1959 roku w Santa Monica w Kalifornii. Była córką aktorki Ellen Griffin
oraz dziennikarza Dominicka Dunne, siostrzenicą Gregory’ego Dunne i Joan Didion. Studiowała na Fountain Valley School. Po rocznym pobycie we Włoszech pracowała w Los Angeles jako recepcjonistka oraz tłumaczka we Włoskiej Komisji Handlu.

## Kariera
Pierwszy raz zagrała w 1979 roku w wyprodukowanym dla telewizji filmie Diary of a teenage hitchhiker. Następnie występowała w znanych serialach Family, Hert to hart oraz Fame. W 1982 roku dostała propozycję występu w filmie Duch (Poltergeist) w reżyserii Tobe Hooper. To właśnie ta rola przyniosła jej sławę.

## Związek z Johnem Thomasem Sweeneyem i śmierć
Po ukończeniu prac na filmem Duch przeniosła się na stałe do Los Angeles i związała z Johnem Thomasem Sweeneyem, wówczas właścicielem restauracji Ma Maison. Po krótkim i burzliwym związku Dunne postanowiła zakończyć znajomość. Kilka tygodni później, 31 października 1982 roku Sweeney podjechał pod dom Dunne celem pogodzenia się. Gdy aktorka odmówiła, zaczął ją dusić. Po wezwaniu pogotowia Dunne została przewieziona do Cedars-Sinai Medical Center i podłączona do respiratora. Zmarła pięć dni później w wieku 22 lat.
Sweeney został skazany za nieumyślne spowodowanie śmierci i dostał wyrok 6 lat pozbawienia wolności. Wyszedł jednak za dobre sprawowanie po czterech latach.
Dominique Dunne została pochowana na cmentarzu Westwood Village Memorial Park. W 1988 roku aktorka Heather O’Rourke grająca w filmie Duch została pochowana na tym samym cmentarzu w pobliżu niej.